# Бергамаско, Карл Иванович
Карл Ива́нович Бергама́ско (итал. Carlo Bergamasco; 1830, Турин, Сардинское королевство — май 1896, Санкт-Петербург) — российский фотограф XIX века, итальянский подданный.

## Биография

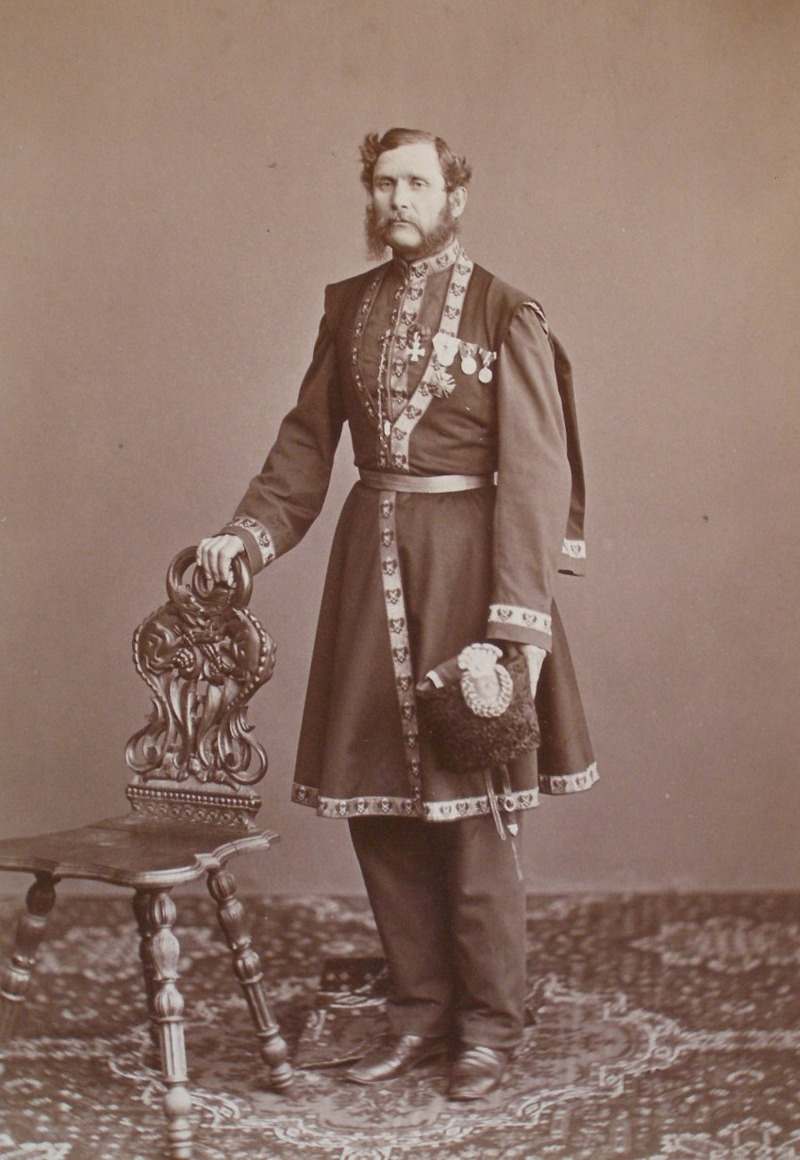
Камер-казак Императрицы Марии Фёдоровны Тихон Егорович Сидоров. Портрет в полный рост работы Карла Бергамаско. Государственный Эрмитаж. До 1888 года.

Карл Бергамаско прибыл из Италии в Петербург в 1848 году. По прибытии поступил в Михайловский театр хористом во французскую труппу, но проработал всего около года. Во время одного из спектаклей произошёл несчастный случай — на актёра упала декорация, и Карл получил увечье. Был «уволен с пансионом».

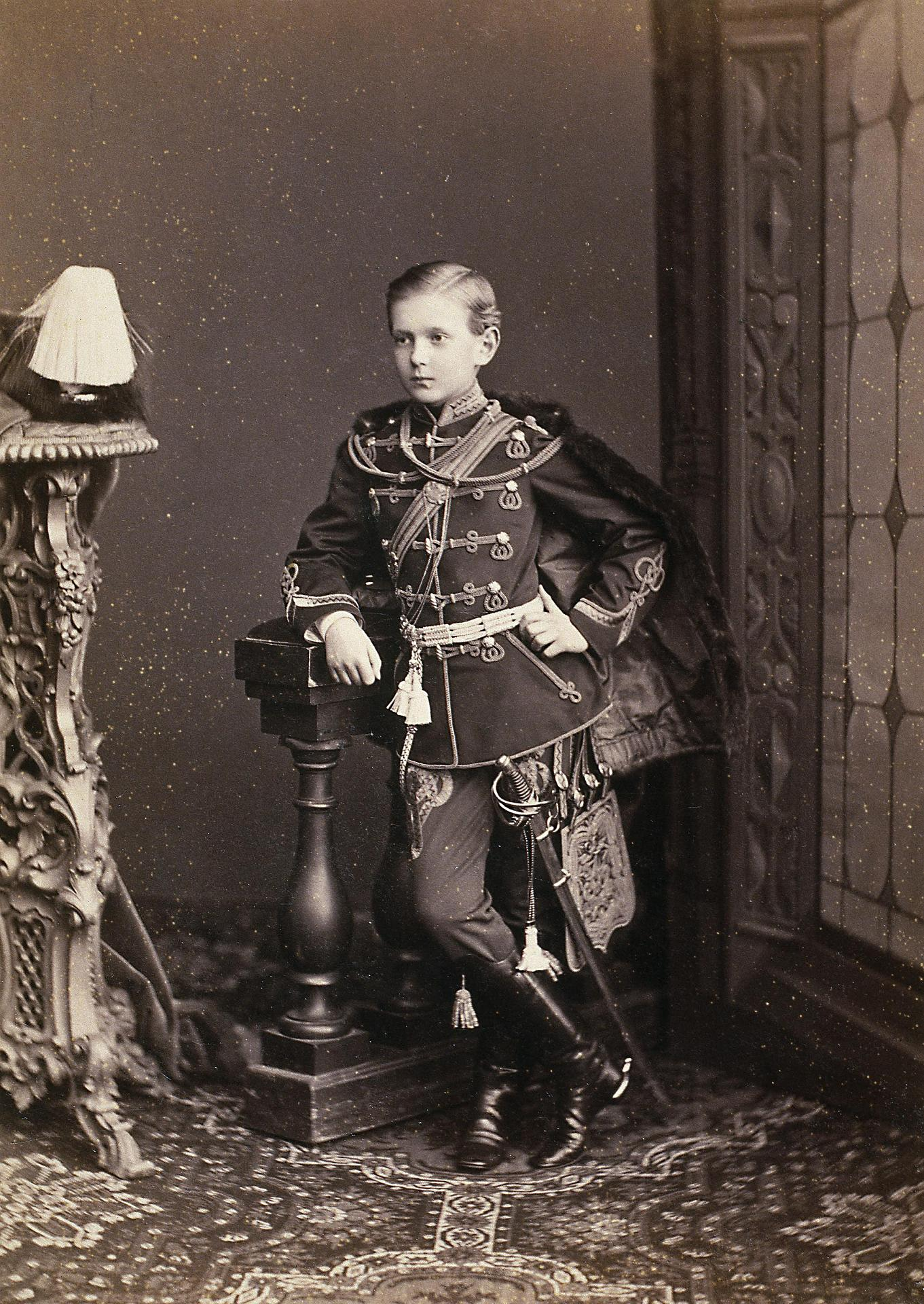
Портрет великого князя Сергея Александровича. 1869 г.

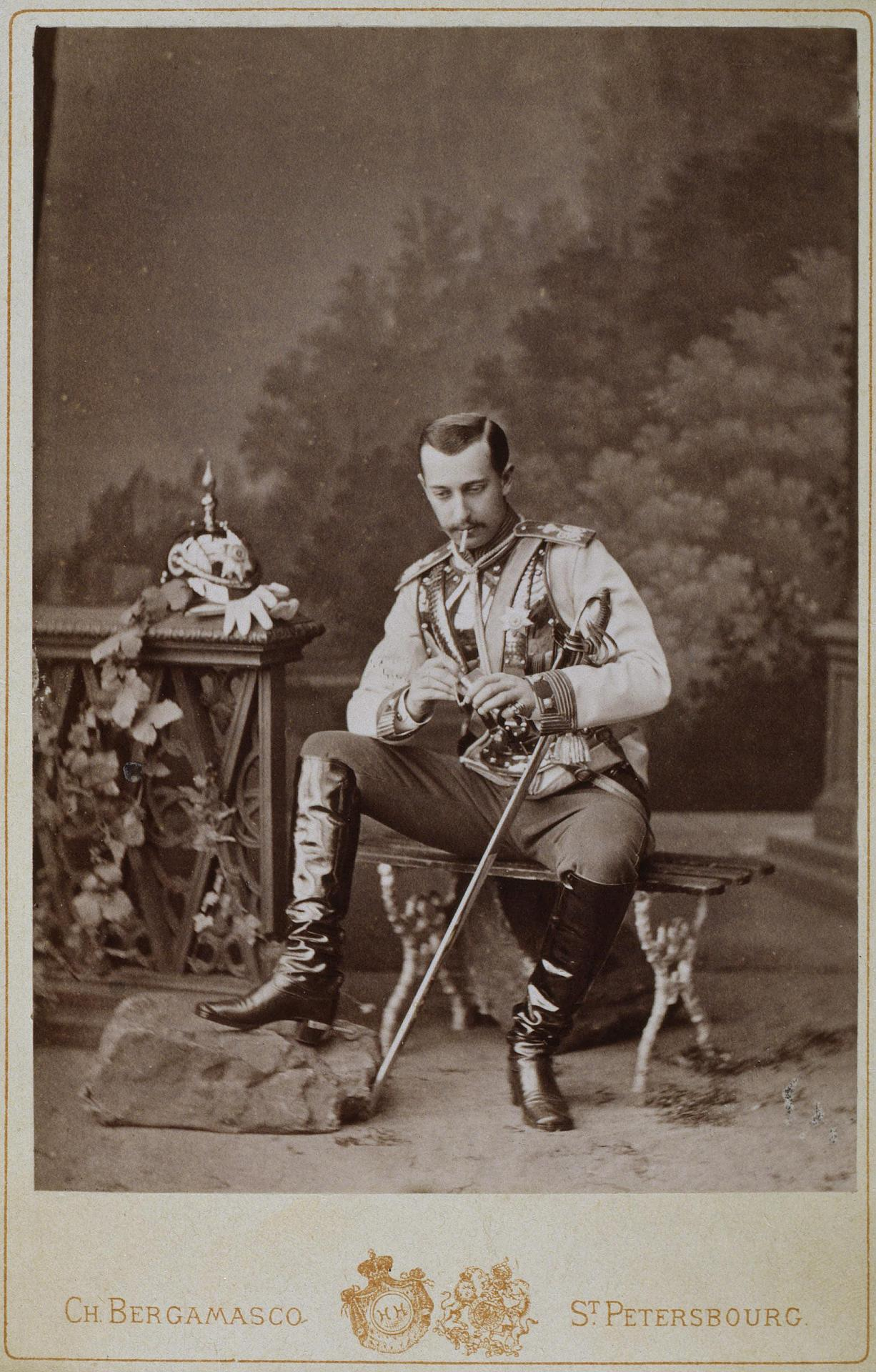
Князь Сергей Максимилианович Лейхтенбергский. 1873 г.

Ещё работая хористом, Бергамаско всерьёз увлекся фотографией, только входившей в моду в России. Освоив азы этого необычного ремесла, Карл вполне осознанно строил планы сделать фотографию делом своей жизни и средством к безбедному существованию. В 1850 году, ещё состоя на службе в театре, Бергамаско открывает одно из первых в Петербурге «дагерротипных заведений», неподалёку от Большого театра. Вскоре со своим заведением переезжает на Большую Итальянскую.

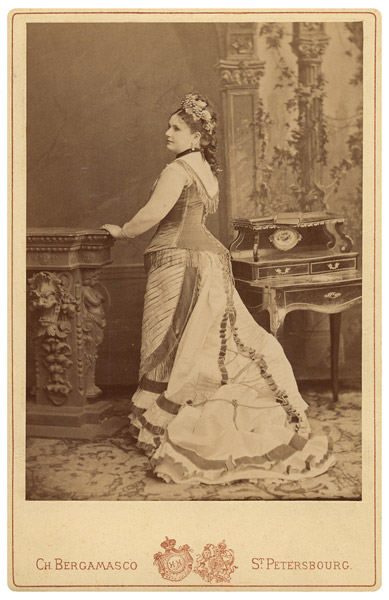
Мария Михайловна Глебова, актриса Александринского театра. 1874 г

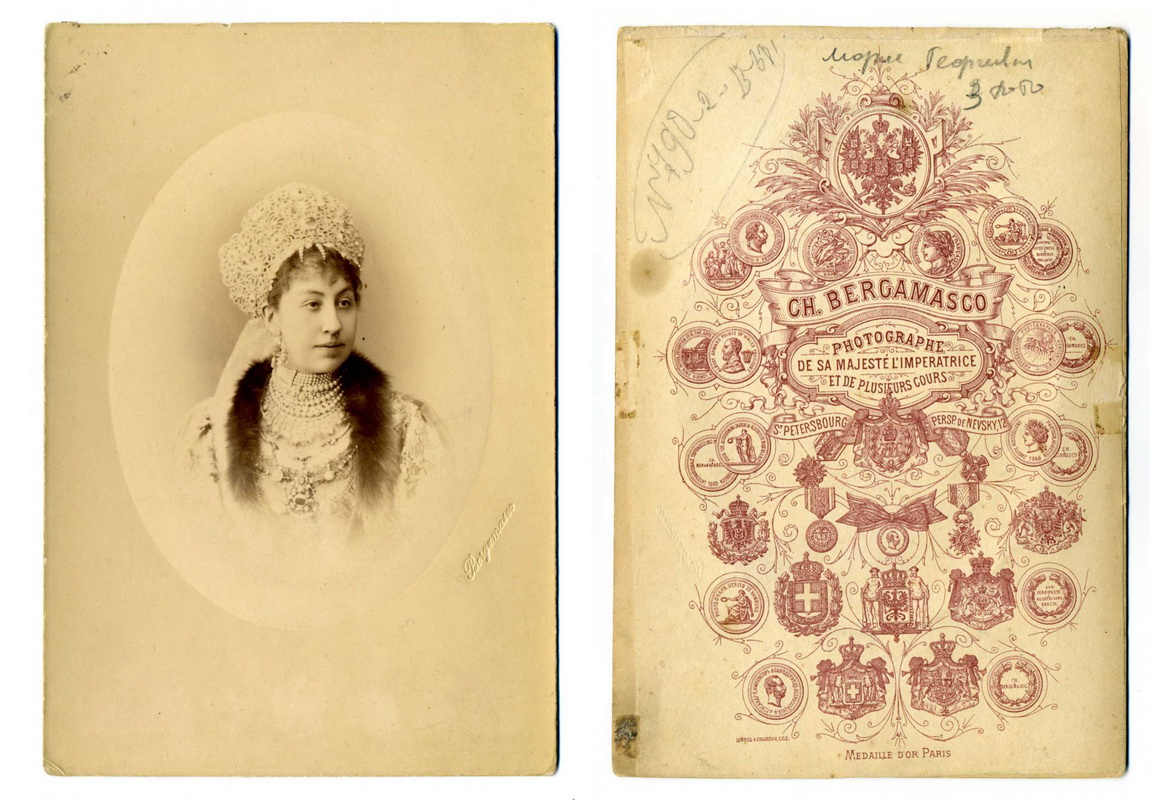
Княгиня Мария Георгиевна, урождённая принцесса Греческая

Бергамаско посещал Париж с целью изучения работы специальной фотографии при парижской опере. В 1858 году Карл Бергамаско получил звание «неклассного художника по живописи акварельной пейзажной». Фотограф сосредотачивается на работе с актёрами и околотеатральной публикой. Бергамаско умел делать всех своих моделей привлекательными, искусно подчёркивая в своих работах достоинства и скрывая недостатки во внешнем виде заказчика. За своё искусство он вскоре был вознаграждён: уже с 1863 года Карл получил право именоваться «фотографом Императорских театров» с условием, что «Бергамаско обязался безвозмездно составлять для дирекции архивный и справочный альбом из портретов артистов во всех костюмах из новых балетов и опер, поставляемых на здешней сцене».
В 1865 году журнал «Фотограф» оповестил своих читателей, что «Бергамаско назначен фотографом Его Императорского Высочества Великого Князя Николая Николаевича» (старшего). Этот факт был незамедлительно отражён на фирменных бланках Карла Бергамаско. С этого момента его слава постоянно растёт, Карл Иванович стал из одним ведущих фотопортретистов столицы, модным и дорогим мастером. Его работы неизменно занимают призовые места на европейских выставках: Берлин — 1865 год (золотая медаль), Париж — 1867, Гамбург — 1868, Гренинг — 1869, Петербург — 1870, Вена — 1873, Лондон — 1874, Филадельфия — 1876 год, Париж — 1878 (золотая медаль). Он становится членом Французского фотографического общества.

Бергамаско модный фотограф, особенно любимый Адонисами обоего пола и не напрасно: художественная фотография Бергамаско, очень беззаботная насчет сходства портретов, всех дам изображает красавицами и всех молодящихся старичков полными сил, цветущими молодцами. Зато и цены дерет господин Бергамаско вполне художественные 

Вл. Михневич «Наши знакомые», 1884 год.

В это время его ателье «Бергамаско» находится в самом престижном районе города, на Невском проспекте, 12. Бергамаско проявляет большую изобретательность, не боится экспериментировать со светом, декорациями, одним из первых ставит в кадре мизансцены. Фотограф вырабатывает собственный узнаваемый стиль — мягкие контуры, снимки в полный рост. Часто берётся за изготовление крупноформатных фотографий, что в то время подразумевало использование столь же крупных негативов и сложного оборудования. Единственным конкурентом Бергамаско в деле портретной фотографии того времени можно считать Сергея Левицкого, который при случае всегда комплиментарно отзывался о работах Карла Ивановича. Имел ордена Св. Станислава, Анны 3-й степени, а также итальянский орден Командора и персидскую звезду Льва и Солнца.
1 июля 1891 года Карл Бергамаско прекратил свою деятельность, о чём заранее уведомил своих клиентов в газете «Новое время»:

К.Бергамаско имеет честь уведомить своих заказчиков, что в виду прекращения фотографических занятий 1-го июля 1891 года, все заявления относительно невыданных заказов будут приняты и выданы до вышеозначенного срока.

О размахе его дела говорит тот факт, что реклама «фотографии Бергамаско» была оплачена на несколько лет вперёд и продолжала выходить до 1896 года.
Карл Бергамаско умер в мае 1896 года, не дожив нескольких дней до коронации Николая II, снимать которую он был приглашён в числе немногих фотографов. Похоронен в Петербурге на Евангелическом Смоленском кладбище.